# Chrysomma sinense
Chrysomma sinense е вид птица от семейство Sylviidae.

## Разпространение
Видът е разпространен в Бангладеш, Китай, Индия, Лаос, Мианмар, Непал, Пакистан, Шри Ланка, Тайланд и Виетнам.